# ميباكرين
بميباكرين Mepacrine، وهو دواء ذو اسم دولي غير مسجل الملكية يعرف أيضاً بالإسم كويناكرين Quinacrine في الولايات المتحدة والاسم التجاري له Ataprine.

## الاستخدامات الطبية

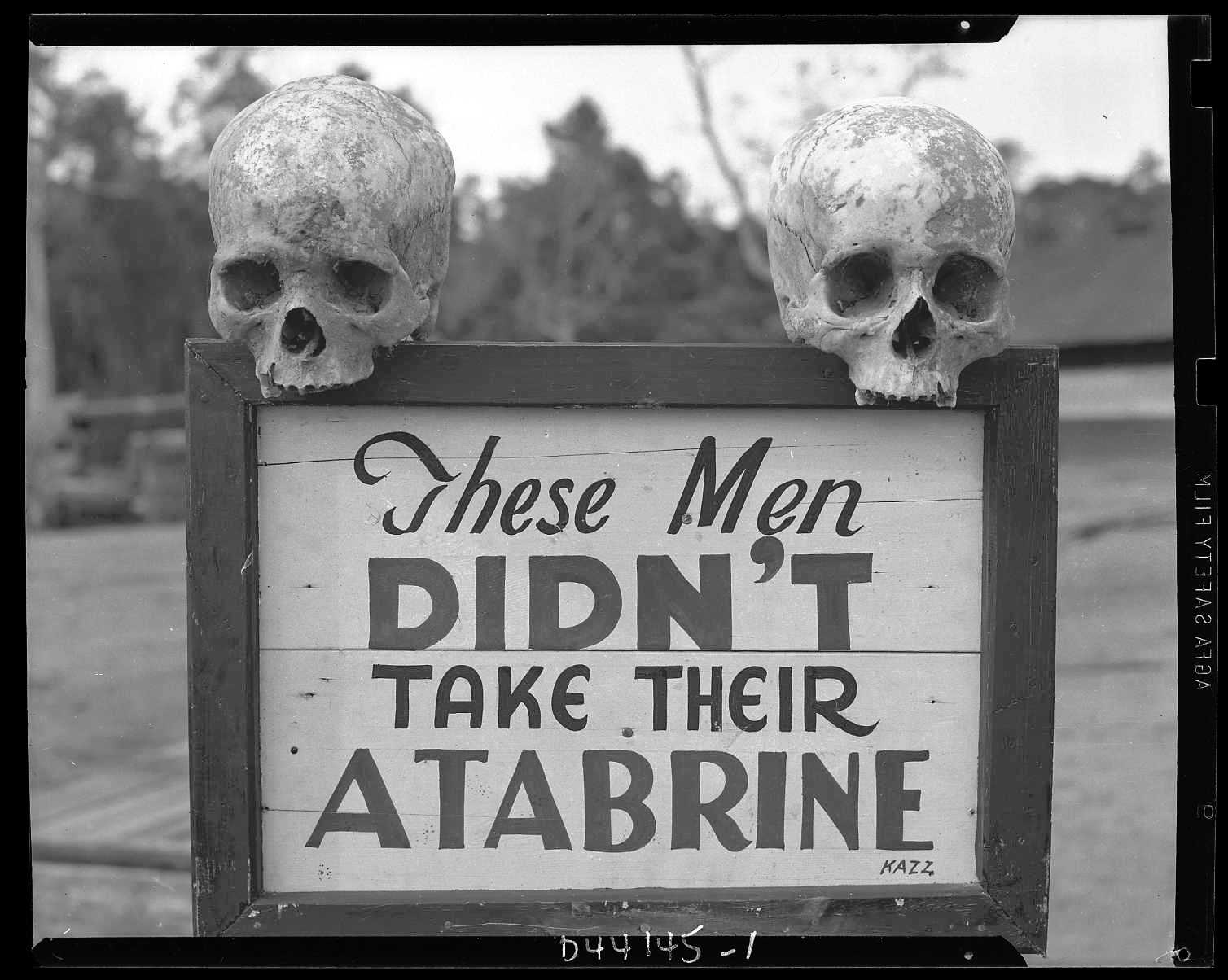
هؤلاء الرجال لم يأخذوا اتابرين الخاص بهم [كذا!] (والعقاقير المضادة للملاريا)؛ وقد نشرت هذه العلامة في محطة 363rd في مستشفى بابوا، غينيا الجديدة خلال الحرب العالمية الثانية

- يُستخدم بشكل رئيسي كمضاد للأوالي، ومضاد للروماتيزم.[2]
- باعتباره كمضاد للأولي يستخدم في المعالجة من الجيارديا، وخاصة في حالة الجيارديا المقاومة للميترونيدازول،[2] وفي حالة المرضى الذين يعانون من عدم تحمل الميترونيدازول.وعادةً يستخدم الميكابرين بالمشاركة مع الميترونيدازول في معالجة الجيارديا المقاومة.
- يستخدم الميكابرين أيضاً في معالجة الذئبة الحمامية الجهازية وأيضاً في معالجة الذئبة الحمامية ما تحت الجلد والقرصية. وبشكل خاص عند الأشخاص الذين لا يقدرون على أخد مشتقات الكلوروكين.[3]
- يستخدم أيضا في استرواح الصدر
- لا يُنصح باستخدام الميكابرين لأن له تأثيرات ضارة شائعة حيث قد يسبب الذهان السام، الذي قد يسبب بأذية دائمة.
- الامتصاص: سريع الامتصاص عبر الجهاز الهضمي.
- التوزيع: يتوزع بشكل كبير ويتركز في الكبد، الطحال، الرئتين، والغدد الكظرية. حيث يكون تركيزه في الكبد يعادل 20000 مرة تركيزه في البلازما.وفي السائل الدماغي الشوكي تركيزه من(1-5)% من مستوى البلازما. والتركيز الأقل له يوجد في الدماغ، القلب، العضلات الهيكلية، وحليب الأم المرضع.

## الارتباط بالبروتين
شديد الارتباط (80-90)%.
- العمر النصفي: 5-14 يوم.
- ذروة التركيز البلازمي: من 8-12 ساعة.
- الاطراح: كلوي، حيث يتم طرح حوالي 11% منه في البول يومياً. وكميات قليلة يتم طرحها عن طريق العرق، واللعاب.

## الاستخدام في التاريخ

### مضاد للأوالي
تمت الموافقة على الميكابرين في أول الثلاثينات من القرن التاسع عشر باعتباره كمضاد للملاريا. حيث كان يُستخدم على نطاق واسع خلال الحرب العالمية الثانية من قبل قوات مشاة البحرية الأمريكية التي تقاتل في الشرق الأقصى لمنع الملاريا.
تمت الموافقة على هذا مضاد الأوالي أيضا لعلاج الجيارديات (وهو طفيلي معوي)، بمثابة مثبط للفسفوليباز A2.

### طارد للديدان
يُستخدم في علاج التهابات الدودة الشريطية..

### مرض كروتزفيلد جاكوب
وقد تبين ميباكرين يربط بريون البروتين ويمنع تشكيل مجاميع البريون في المختبر,

## وصلات خارجية
- National Institute on Aging (NIA) trial